# Zbigniew Milewski
 (juillet 2019).
Si vous disposez d'ouvrages ou d'articles de référence ou si vous connaissez des sites web de qualité traitant du thème abordé ici, merci de compléter l'article en donnant les références utiles à sa vérifiabilité et en les liant à la section « Notes et références ».
Pour les articles homonymes, voir Milewski.
Zbigniew Milewski, né le 20 octobre 1950 à Inowrocław, est un footballeur polonais qui évolue au poste d'attaquant.

## Biographie
Zbigniew Milewski, qui effectue l'essentiel de sa carrière au Lech Poznan, joue deux matchs lors de la Coupe UEFA 1978-1979.

## Carrière
- 1970-1971 :  Zawisza Bydgoszcz (D1)
- 1971-décembre 1980 :  Lech Poznan (D1 + C3)
- janvier 1981-1982 :  Perpignan FC (D2)
- 1982-1983 :  SC Abbeville (D2)